# Fini Busch
Josefine „Fini“ Busch  (* 18. Februar 1928 in München; † 2. November 2001 ebenda; eigentlich: Josefine Huber-Busch) war eine deutsche Schlagertexterin, die viele Hits zusammen mit dem Schlagerkomponisten Werner Scharfenberger verfasst hatte. Einige davon haben sich zu Evergreens entwickelt.

## Werdegang

### Rundfunkangestellte

Friedel Hensch und die Cyprys – Die blaue Grotte

Ehemann Hanns-Gerd Huber (* 15. November 1924 in Krumbach; † 1. Juli 1999) war bei Radio München (heute Bayerischer Rundfunk) selbständiger Programmgestalter für Tanzmusik. Ab 1947 moderierte er zusammen mit Werner Götze die Sendung Mitternacht in München. Fini kam im Dezember 1945 zu Radio München. Jimmy Jungermann war dort Leiter der Unterhaltungsmusik und holte sie im Mai 1946 in seine Abteilung. Er gab ihr den Auftrag, ein Nachtlied für den Sendeschluss zu komponieren. Das war der Beginn ihrer Autorenkarriere. Damit geriet sie später jedoch in Konflikt mit einer Anweisung der Rundfunkintendanz. Auch beim Bayerischen Rundfunk war nämlich – seit dem öffentlich gewordenen Interessenkonflikt zwischen dem WDR und Kurt Feltz – seit 1951 das Airplay von Kompositionen eigener Angestellter auf maximal 5 Stücke pro Woche begrenzt, nachdem Ralph Maria Siegel im Dezember 1949 unter der harmlosen Überschrift „Wie wird ein Schlager gemacht?“ in der Rundfunk- und Fernsehzeitschrift HÖR ZU den Interessenkonflikt aufgedeckt hatte. Eine diese Bedingungen erfüllende Komposition war Wenn die Geigen leis‘ erklingen von Fini Busch mit der Musikkomposition ihres Abteilungsleiters Tanzmusik Quirin Amper. Die von Fini Busch verwendeten Pseudonyme wie Inge Martens, Harry Sixt und Walter Kartis machten es den Rundfunkprüfern jedoch schwer, das Airplay zu überwachen. So kam es, dass Fini an der Tantiemenausschüttung der GEMA 1951 mit 4.000 Mark, 1952 schon mit 9.000 Mark beteiligt war. Um den Schwierigkeiten aus dem Weg zu gehen, kündigte sie im Juni 1953 ihren Job. Noch bevor sie den Sender verlassen konnte, wurde sie am 23. September 1953 vom Intendanten beurlaubt. Während ihrer Zeit bei Radio München schrieb sie Texte für René Carol (Die blaue Grotte; Decca F 43 030; 1950) ihre erste Komposition mit dem Komponisten Werner Scharfenberger und gecovert von Friedel Hensch und die Cyprys (aufgenommen am 27. September 1950 und veröffentlicht am 6. Oktober 1950). Für Vico Torriani entstand Oh schöne Heimat (wieder mit Scharfenberger; 7. November 1951), Margot Hielscher spielte den Titel am selben Tag ein. Es folgte wiederum für Carol Komm‘ mit nach Palermo (B-Seite von Isabella; 17. Oktober 1952), Angèle Durand übernahm Adios (September 1953).

### Erste Erfolge

Fred Rauch – Schützenliesl

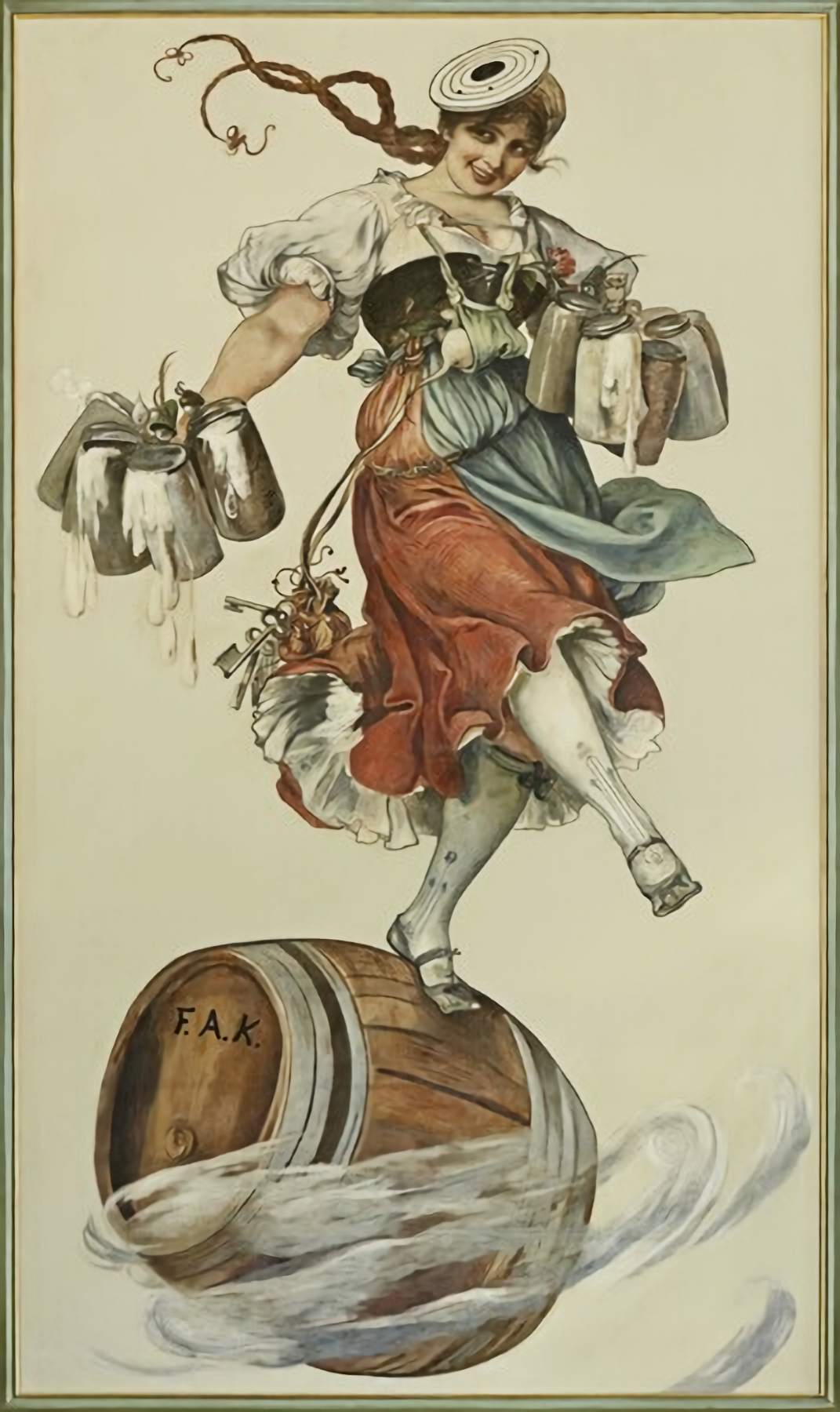
Coletta Möritz als Schützenliesl (F.A.K.)

Ihr erster größerer Erfolg war der Wiesn- und Bierzelthit Schützenliesl (dreimal hat’s gekracht) mit den drei markanten Paukenschlägen, der zum großen Hit des Münchner Oktoberfests von 1952 wurde. Das Original stammt von Fred Rauch (1952; hier verbarg sich Fini Busch als Harry Sixt). Das Lied greift die Geschichte der Kellnerin Coletta Möritz auf, die auf einem Werbeplakat der Münchner Kindl-Bräu (nach einem Ölgemälde von Friedrich August von Kaulbach) mit elf Maßkrügen auf einem Bierfass tanzt und auf dem zwischen dem 24. und 31. Juli 1881 erstmals in München ausgetragenen 7. Deutschen Bundesschießen zu sehen war. Ein Bierzelt trug hier den Namen „Zur Schützenliesl“. Die für damalige Verhältnisse freizügige Darstellung erschien danach im Rahmen eines ausgedehnten Merchandising auf Bierkrügen, Postkarten, Aschenbechern und – Schützenscheiben. Coletta verstarb am 30. November 1953, einen Monat zuvor war der Titel der Hit des Oktoberfestes. Weitere bekannte Interpreten des Liedes sind das Will Glahé Orchester mit dem Golgowski-Quartett (November 1952), Otto Ebner mit dem Münchener Blasorchester (Februar 1953), Willy Millowitsch (B-Seite von Auf und nieder; 1965), James Last (1971), Tony Marshall (1973), Freddy Breck (1973) oder Jürgen Zeltinger & Gerd Köster (1990). Es gab zwei Kinofilme mit dem gleichnamigen Titel (21. Dezember 1926 und 20. Oktober 1954). Registriert auch bei BMI als Schuetzenliesl Polka. Der Titel wird heute noch oft gespielt, nicht nur auf dem Oktoberfest, sondern allgemein als Stimmungslied.

### Kompositionen in den 1950er Jahren

Peter Kraus – Mit siebzehn

Illo Schieder nahm am 4. Oktober 1954 Wie oft du mich küßt (Polydor #49 366) auf, Fini Busch verbirgt sich hier hinter dem Pseudonym Karl Kiesinger. Fred Bertelmann übernahm Bleib so wie Du bist (1952) und Über sieben Meere (Musik: Scharfenberger; 1956), für Paul Kuhn schrieb sie als Subtexterin Heute geh‘ ich nicht nach Hause (deutsche Version von Hound Dog; aufgenommen am 11. Januar 1957), Gerhard Wendland interessierte sich für Der Himmel war noch nie so blau (28. Februar 1955), coverte Bleib so wie Du bist (6. September 1955) und Sag‘ dass Du mich nie vergisst (29. November 1955).
Lolita nahm Der weiße Mond von Maratonga am 8. Mai 1957 (Musik: Scharfenberger) auf (November 1957; Rang 2), Peter Kraus übernahm mit Lass mich bitte nie allein (B-Seite von Liebelei; 1957) seinen ersten Titel von Fini Busch. Der Kinofilm Immer die Radfahrer (Premiere: 11. September 1958) transportierte den Song Mit siebzehn von Peter Kraus (August 1958; Rang #2). Im Jahr 1958 wurde Peter Kraus mit weiteren drei Titeln bedacht, darunter Sugar-Baby (Dezember 1958; #2).

Lolita – Seemann (deine Heimat ist das Meer)

Für Lolita schrieb sie 31 Titel, darunter Addio, Amigo (25. November 1957, veröffentlicht im Februar 1958; #5). Im Jahre 1959 entstanden sieben Titel, darunter Seemann (deine Heimat ist das Meer), aufgenommen am 15. Dezember 1959 mit Lolita im Wiener Austrophon Studio unter der Produktionsregie von Gerhard Mendelson. Als der Song im Februar 1960 auf den Markt kam, erreichte er Rang 2 der deutschen Hitparade und ist mit 2 Millionen verkauften Exemplaren Fini Buschs erfolgreichste Platte. Werner Scharfenberger und Busch wurden beauftragt, für Lolita schnell ein Lied für die B-Seite einer Single zu schreiben. Deren A-Seite war fertig, sie hieß La Luna, und der Produzent Gerhard Mendelson empfahl: „Schreibt’s irgendwas hintendrauf, völlig wurscht“. Er wollte die Platte möglichst rasch herausbringen, und so entstand kurzfristig Seemann. Innerhalb einer Woche wurde beim Airplay Seemann bevorzugt und gelangte bis auf Platz 2, während La Luna abgeschlagen auf Rang 30 landete. Lolita sang das Lied in dem Kinofilm Schick deine Frau nicht nach Italien (Premiere am 22. September 1960).

### Kompositionen in den 1960er Jahren und danach
Fini Busch konnte mit ihren Schlagertexten bisher noch keinen Nummer-eins-Hit verbuchen. Das änderte sich erst im Jahre 1960, als mindestens acht Titel von ihr auf den Markt kamen, darunter das Seemannslied Ein Schiff wird kommen für Lale Andersen (aufgenommen am 11. September 1960 in Köln). Es erreichte Rang 1 für zehn Wochen und wurde weit über eine Million Mal verkauft. Hier war Fini Busch lediglich Subtexter zu der griechischen Originalmusik von Manos Hadjidakis. Auch Caterina Valentes Coverversion kam im Oktober 1960 bis auf Rang 1. Peter Kraus platzierte Va Bene im September 1960 an Rang 6.
Ted Herold wurde von Polydor als Rock’n’Roller aufgebaut und hatte bisher vergeblich versucht, die Erfolge von Peter Kraus zu erzielen. Das gelang ihm eindrucksvoll mit der Einsamkeits-Ballade Moonlight. Sie wurde am 14. April 1960 aufgenommen, belegte vom 30. Juli bis 2. September 1960 Rang 1 und war mit über 500.000 Exemplaren für Ted Herold die erfolgreichste Single seiner Karriere.
1961 war mit mindestens elf Titeln Fini Buschs produktivstes Jahr, darunter befand sich für Peter Kraus Schwarze Rose, Rosemarie (November 1961; #5). 1962 verfasste sie Texte für sieben Titel, so etwa Heidi Brühls Was der Wind erzählt (griechischer Originalsong; 25. November 1962), 1963 kamen erneut sieben Titel heraus, darunter Bernd Spier mit Schöne Mädchen muss man lieben (Juni 1964, #7). Diese Titelanzahl blieb auch 1965 (6) und 1966 (7) konstant. Ab 1967 nahm ihre Produktivität deutlich ab; in jenem Jahr war Peter Rubins Die schönste Straße (B-Seite von Der Zug nach Sunny Hill) der einzige Titel. 1968 schrieb sie zwei Beiträge für den ersten Deutschen Schlager-Wettbewerb am 4. Juli 1968, wobei Rex Gildo mit Wer das verbietet den fünften Rang erreichte und Mary Roos mit Die Welt von Morgen (Musik: Ralph Siegel) sich hiermit jedoch nicht für die Endrunde qualifizieren konnte. Am 21. November 1969 erschien Cilla Black mit It Feels so Good (B-Seite von If I Thought You'd Ever Change Your Mind), gemeinsam verfasst mit Gus Backus und Werner Scharfenberger. 1979 verfasste sie den deutschen Text zu Milk & Honeys israelischem Eurovisionsgewinner Hallelujah.

## Statistik
Ihr erfolgreichstes Lied war Seemann (deine Heimat ist das Meer), danach folgte Ein Schiff wird kommen. Für beide Millionenseller erhielt sie eine Goldene Schallplatte. Fini Busch hat seit 1949 über 1.500 Schlagertexte geschrieben, davon 400 zusammen mit Werner Scharfenberger. Insgesamt war sie für den Text von vier Tophits verantwortlich. An den 194 deutschen Liedern des Polydor-Katalogs 1961/62 waren die Haus-Dichter Kurt Feltz und Fini Busch mit 88 Texten (45 %) beteiligt. Alleine für Connie Francis textete sie 48 Schlager.
Tochter Gabriele Misch (Schauspielerin, Sängerin und Autorin) als eines von drei Kindern hat neben anderen Bühnenprogrammen mit Sugar Baby auch eines, das Liedern und Leben ihrer Mutter gewidmet ist. Textinhalt der Schlagertexte waren gute Laune, Emotionen oder Fernweh. Letzteres brachte Orte wie Napoli oder Phantasienamen wie Maratonga hervor. Sie arbeitete mit Komponisten wie Gerhard Winkler, Werner Bochmann, Ernst Fischer, Benny de Weille, Werner Scharfenberger und Max Greger zusammen. 1990 kam die LP Lieder die ich gerne schrieb, eine Kompilation in drei Folgen, auf den Markt. Fini Busch hat ihren Musikverlag al-fine an ihre Tochter Misch vererbt. Finis Mann Hanns starb im Jahr 1999, sie starb zwei Jahre danach.

## Tod
Am 2. November 2001 starb Josefine Huber-Busch mit 73 Jahren in ihrer Geburtsstadt München.

## Texte in den Top 10
| Titel                          | Interpreten              | Jahr | Platz |
| ------------------------------ | ------------------------ | ---- | ----- |
| Ein Schiff wird kommen         | Lale Andersen            | 1960 | 1.    |
| Moonlight                      | Ted Herold               | 1960 | 1.    |
| Tu’ mir nicht weh              | Connie Francis           | 1962 | 1.    |
| Der weiße Mond von Maratonga   | Lolita                   | 1957 | 2.    |
| Zuhause, zuhause               | Die Blauen Jungs         | 1957 | 2.    |
| Mit siebzehn                   | Peter Kraus              | 1958 | 2.    |
| Sugar-Baby                     | Peter Kraus              | 1958 | 2.    |
| Wenn du gehst                  | Connie Francis           | 1962 | 2.    |
| Seemann                        | Lolita                   | 1960 | 2.    |
| Hula Rock                      | Ted Herold               | 1959 | 3.    |
| Die Nacht ist mein             | Connie Francis           | 1963 | 3.    |
| Va bene                        | Peter Kraus              | 1960 | 6.    |
| Blue Melodie                   | Peter Kraus              | 1961 | 7.    |
| Schöne Mädchen muss man lieben | Bernd Spier              | 1964 | 7.    |
| Sorry Little Baby              | Hans-Jürgen Bäumler      | 1965 | 7.    |
| Manakoora                      | Lolita                   | 1958 | 8.    |
| Ich möcht’ mit dir träumen     | Peter Kraus / Micky Main | 1959 | 8.    |
| Über alle sieben Meere         | Lolita                   | 1961 | 9.    |
| Du mußt bleiben, Angelino      | Connie Francis           | 1965 | 10.   |

## Dokumentarfilm
- 1996: Von Liebe, Sehnsucht und Heimweh (Regie: Juliane Schuhler)